# 도내동 이석탄 장대비
도내동 이석탄 장대비는 경기도 고양시 덕양구 도내동에 있는 장대비이다. 1999년 2월 1일 고양시의 향토문화재 제39호로 지정되었다.

## 참고 문헌
- 도내동 이석탄 장대비 - 고양시의 문화관광 - 향토유적